# Zjazd szlachty wielkopolskiej (1770)
Zjazd szlachty wielkopolskiej w 1770 roku – zjazd szlachty z terenu Wielkopolski, zwołany przez Karola Rönnego (rosyjskiego zarządcę miasta po wypędzeniu konfederatów barskich) w Poznaniu w dniu 10 maja 1770 roku.
W marcu 1770 roku Poznań rządzony przez konfederatów barskich, został zajęty przez siły rosyjskie pod dowództwem Rönnego. Wcześniej przednie straże kozackie pod wodzą barona Schlippenbacha wyparły resztki wojsk konfederackich, m.in. po potyczce pod Tarnowem Podgórnym. Strata miasta została uznana za wielką klęskę Konfederacji. Rönne, po objęciu dowództwa w Poznaniu, umocnił fortyfikacje, nałożył kontrybucje na mieszczan i zapędził część z nich do prac ziemnych. Poznań stał się punktem wypadowym do walk z oddziałami konfederackimi operującymi na terenie Wielkopolski. 
Oprócz sukcesu militarnego, Rosjanie pragnęli także zyskać poparcie polityczne szlachty wielkopolskiej, co zamierzano osiągnąć bazując na ludziach przychylnych okupantowi, takich jak kasztelan poznański Józef Klemens Mielżyński, marszałek litewski Władysław Roch Gurowski, podkomorzy gnieźnieński Aleksander Gurowski i Kazimierz Raczyński. Zorganizowany w tym celu zjazd miał za zadanie potępić Konfederację i spowodować wycofanie się z niej przedstawicieli wielkopolskiej szlachty. Władza rosyjska miała także nadzieję, że obecni na zjeździe ujawnią miejsca przetrzymywania broni i magazynowania żywności dla barzan, jak również uregulują zaległe podatki. 
Powyższe żądania wywołały silne protesty uczestników zjazdu, którym przewodził wojewoda sieradzki Leon Wojciech Opaliński. Ostatecznie Rönne zrezygnował z przymusu składania tzw. recesów (wystąpień) z Konfederacji i zgodził się na dobrowolność w tym zakresie (był świadom, że w przeciwnym wypadku zjazd zakończy się całkowitym niepowodzeniem). W związku z powyższym z szeregów konfederackich wystąpiło 190 szlachciców. Osoby te zostały 14 maja 1770 roku potępione przez Radę Generalną Konfederacji rezydującą w Preszowie (zagrożono im konfiskatą majątków lub śmiercią). 
Ostatecznie celów zjazdu nie udało się Rosjanom osiągnąć - przede wszystkim nie zawiązano w Poznaniu i Wielkopolsce szerokiej koalicji antykonfederackiej.